# Druga crnogorska fudbalska liga 2017-2018
La Druga crnogorska fudbalska liga 2017-2018 (seconda lega calcistica montenegrina 2017-2018), conosciuta semplicemente anche come 2.CFL 2017-2018, è stata la 12ª edizione di questa competizione, la seconda divisione del campionato montenegrino di calcio.

## Stagione

### Avvenimenti
Al campionato sono iscritte 12 squadre. Nella edizione precedente è stato promosso il Kom, retrocesse Radnički Berane, Bratstvo e Grafičar Podgorica.

Sono state sostituite dal Bokelj, Lovćen, Jedinstvo Bijelo Polje (retrocesse dalla 1.CFL 2016-2017) e Mladost Lješkopolje (promossa dalla 3.CFL 2016-2017 dopo gli spareggi fra le vincitrici dei gironi, Arsenal Tivat e Pljevlja sono le squadre escluse).

### Formula
In stagione le squadre partecipanti sono 12: 3 che sono retrocesse dalla 1.CFL, 8 che hanno mantenuto la categoria e 1 promossa dalla 3.CFL.
Le 12 squadre disputano un girone andata-ritorno; al termine delle 22 giornate ne disputano ancora 11 secondo uno schema prefissato (totale 33 giornate), al termine di queste:
- La prima classificata viene promossa in 1.CFL 2018-2019
- Seconda e terza classificata vanno agli spareggi contro ottava e nona di 1.CFL 2017-2018
- A seguito della riduzione dell'organico della Druga liga da 12 a 10 squadre[2], le ultime tre (invece delle usuali due) classificate vengono retrocesse in 3.CFL 2018-2019

## Squadre
| Club                | Città        | Stadio                    | Posizione 2016-2017                    |
| ------------------- | ------------ | ------------------------- | -------------------------------------- |
| Bokelj              | Cattaro      | Stadion pod Vrmcem        | 10º in 1. CFL                          |
| Lovćen              | Cettigne     | Stadion Obilića Poljana   | 11º in 1. CFL                          |
| Jedinstvo           | Bijelo Polje | Gradski stadion Nikoljac  | 12º in 1. CFL                          |
| Ibar                | Rožaje       | Stadion Bandžovo Brdo     | 2º in 2. CFL                           |
| Otrant-Olympic      | Dulcigno     | Olimpijski stadion Ulcinj | 3º in 2. CFL                           |
| Mornar              | Antivari     | Stadion Topolica          | 4º in 2. CFL                           |
| Jezero              | Plav         | Stadion pod Racinom       | 5º in 2. CFL                           |
| Berane              | Berane       | Gradski stadion           | 6º in 2. CFL                           |
| Cetinje             | Cettigne     | Stadion Obilića Poljana   | 7º in 2. CFL                           |
| Igalo               | Castelnuovo  | Stadion Solila            | 8º in 2. CFL                           |
| Čelik               | Nikšić       | Stadion Željezare         | 9º in 2. CFL                           |
| Mladost Lješkopolje | Podgorica    | DG Arena                  | 1º in 3. CFL Centro, 1º negli spareggi |

## Classifica
|  | Pos. | Squadra                | Pt | G  | V  | N  | P  | GF | GS | DR  |
|  | ---- | ---------------------- | -- | -- | -- | -- | -- | -- | -- | --- |
|  | 1.   | Mornar                 | 68 | 33 | 19 | 11 | 3  | 48 | 11 | +37 |
|  | 2.   | Mladost Lješkopolje    | 61 | 33 | 18 | 7  | 8  | 59 | 33 | +26 |
|  | 3.   | Lovćen                 | 61 | 33 | 17 | 10 | 6  | 56 | 31 | +25 |
|  | 4.   | Bokelj                 | 56 | 33 | 15 | 11 | 7  | 49 | 20 | +29 |
|  | 5.   | Otrant-Olympic (−3)    | 51 | 33 | 15 | 9  | 9  | 55 | 32 | +23 |
|  | 6.   | Berane                 | 51 | 33 | 15 | 6  | 12 | 57 | 42 | +15 |
|  | 7.   | Jedinstvo Bijelo Polje | 46 | 33 | 14 | 4  | 15 | 34 | 39 | –5  |
|  | 8.   | Igalo                  | 45 | 33 | 12 | 9  | 12 | 38 | 33 | +5  |
|  | 9.   | Jezero                 | 44 | 33 | 12 | 8  | 13 | 34 | 38 | −4  |
|  | 10.  | Ibar                   | 42 | 33 | 11 | 9  | 13 | 31 | 36 | −5  |
|  | 11.  | Cetinje                | 12 | 33 | 3  | 3  | 27 | 13 | 79 | –66 |
|  | 12.  | Čelik Nikšić (−1)      | 8  | 33 | 2  | 3  | 28 | 14 | 94 | –80 |

Legenda:
      Promosso in 1.CFL 2018-2019.
  Partecipa agli spareggi-promozione.
      Retrocesso in 3.CFL.
Regolamento:
Tre punti a vittoria, uno a pareggio, zero a sconfitta.

### Classifica avulsa
Per determinare la seconda e terza posizione (per gli abbinamenti degli spareggi-promozione) fra le due squadre a 61 punti, si utilizza la classifica avulsa. Grazie ad essa, anche l'Otrant-Olympic è quinto ed il Berane sesto.
|  | Pos. | Squadra             | Pt | G | V | N | P | GF | GS | DR |
|  | ---- | ------------------- | -- | - | - | - | - | -- | -- | -- |
|  | 2.   | Mladost Lješkopolje | 9  | 3 | 3 | 0 | 0 | 9  | 2  | +7 |
|  | 3.   | Lovćen              | 0  | 3 | 0 | 0 | 3 | 2  | 9  | −7 |

## Risultati
|           | Ber  | Bok  | Iba  | Iga  | Jed  | Jez  | Lov  | Mla  | Mor  | Otr  | Cet  | Čel  |
| --------- | ---- | ---- | ---- | ---- | ---- | ---- | ---- | ---- | ---- | ---- | ---- | ---- |
| Berane    | –––– | 0-2  | 3-1  | 3-2  | 1-0  | 3-1  | 0-1  | 1-1  | 1-3  | 1-2  | 1-0  | 4-2  |
| Berane    | –––– | 0-1  | 1-1  | -    | -    | 2-2  | -    | 1-2  | -    | -    | 2-0  | 4-1  |
| Bokelj    | 1-4  | –––– | 0-0  | 0-1  | 1-1  | 4-0  | 1-2  | 2-2  | 2-0  | 3-1  | 4-2  | 2-0  |
| Bokelj    | -    | –––– | -    | 1-1  | 1-1  | -    | -    | 0-1  | 0-1  | 1-0  | -    | 10-0 |
| Ibar      | 0-2  | 0-0  | –––– | 0-0  | 1-1  | 1-0  | 0-0  | 0-1  | 0-0  | 0-0  | 2-0  | 3-0  |
| Ibar      | -    | 0-3  | –––– | 1-0  | -    | 1-0  | -    | 1-2  | 0-1  | -    | -    | -    |
| Igalo     | 0-0  | 1-0  | 0-0  | –––– | 1-0  | 0-1  | 1-1  | 0-0  | 0-1  | 1-2  | 4-0  | 3-1  |
| Igalo     | 1-0  | -    | -    | –––– | 4-0  | -    | 1-1  | -    | -    | 3-1  | 5-0  | -    |
| Jedinstvo | 0-2  | 0-3  | 1-0  | 0-1  | –––– | 1-0  | 0-3  | 1-4  | 0-2  | 0-5  | 2-0  | 1-0  |
| Jedinstvo | 3-1  | -    | 2-3  | -    | –––– | -    | 2-0  | -    | -    | 0-2  | 4-1  | -    |
| Jezero    | 0-2  | 0-1  | 2-0  | 1-0  | 0-2  | –––– | 2-2  | 1-0  | 1-0  | 3-2  | 0-0  | 1-0  |
| Jezero    | -    | 0-4  | -    | 1-0  | 0-2  | –––– | -    | 0-1  | 0-0  | -    | -    | -    |
| Lovćen    | 2-2  | 0-0  | 3-1  | 4-0  | 0-0  | 2-0  | –––– | 0-3  | 0-0  | 1-2  | 1-0  | 2-1  |
| Lovćen    | 4-2  | 2-0  | 2-0  | -    | -    | 2-2  | –––– | -    | -    | -    | 6-1  | 5-0  |
| Mladost   | 0-3  | 0-0  | 1-2  | 5-0  | 0-3  | 3-2  | 3-1  | –––– | 2-0  | 2-1  | 4-0  | 4-0  |
| Mladost   | -    | -    | -    | 0-0  | 0-1  | -    | 3-1  | –––– | 1-1  | 2-6  | -    | 4-0  |
| Mornar    | 1-0  | 0-0  | 4-0  | 3-1  | 1-0  | 0-0  | 3-0  | 2-0  | –––– | 3-2  | 3-0  | 0-0  |
| Mornar    | 3-1  | -    | -    | 0-0  | 1-0  | -    | 0-0  | -    | –––– | 0-0  | -    | 3-0  |
| Otrant    | 3-1  | 0-0  | 2-0  | 2-1  | 1-0  | 0-0  | 0-1  | 1-1  | 0-0  | –––– | 0-0  | 6-1  |
| Otrant    | 2-2  | -    | 1-0  | -    | -    | 1-3  | 0-1  | -    | -    | –––– | 4-0  | 3-0  |
| Cetinje   | 0-4  | 0-1  | 1-3  | 1-0  | 0-1  | 2-2  | 1-3  | 1-2  | 0-5  | 0-2  | –––– | 1-0  |
| Cetinje   | -    | 0-1  | 1-4  | -    | -    | 0-4  | -    | 1-0  | 0-3  | -    | –––– | -    |
| Čelik     | 0-3  | 0-0  | 1-2  | 2-3  | 0-1  | 0-2  | 0-3  | 0-5  | 0-4  | 1-1  | 2-0  | –––– |
| Čelik     | -    | -    | 0-4  | 1-3  | 0-4  | 0-3  | -    | -    | -    | -    | 1-0  | –––– |

## Spareggi
Penultima e terzultima della prima divisione sfidano seconda e terza della seconda divisione per due posti in Prva crnogorska fudbalska liga 2018-2019. Il Lovćen conquista la promozione.